# パイサ
パイサ（paisa、ヒンディー語: पैसा、グジャラート語: પૈસા、マラーティー語: पैसे、ネパール語/ヒンディー語: पैसा、ウルドゥー語: پیسہ）、ないし、ポイシャ（poysha、ベンガル語: পয়সা）、バイシャ（アラビア語オマーン方言: بيسة）は、いくつかの国々における通貨の補助単位。この言葉は、金や富に関する熟語に組み込まれている。インド、ネパール、パキスタンでは、現行のパイサは、1ルピーの 1⁄100 である。バングラデシュでは、1ポイシャ (poysha) が1タカの 1⁄100である。オマーンでは1バイサ (baisa) が1オマーン・リアルの 1⁄1000 である。

## 語源
「パイサ」という言葉は、サンスクリット語の「パダームシャ (padāṁśa)」に由来しており、その意味は「足」ないし「4分の1」を意味する「パダ (pada)」と「部分」を意味する「アムシャ (aṁśa)」から、「4分の1とされた部分」といったものであった。別の説では、この言葉は、スペイン語のペソやペセタの元にもなった、ポルトガル語の「ペサ (pesa)」から変化したものだとする。ペサは、植民地時代のケニヤでも用いられていた。ビルマ語で金銭を意味する俗語「パイッサン（paiksan、ပိုက်ဆံ）は、ヒンディー語のパイサに由来するとされる。

## 歴史
1950年代までのインドとパキスタンでは、さらに1847年までのイギリス領インド帝国では、1パイサは3ピー、1⁄4アナ、すなわち、1⁄64 ルピーであった。貨幣単位の十進化を経て、パイサはルピーの1⁄100とされ、しばらくの間「ナヤ・パイサ (naya paisa)」（「新パイサ」の意）と呼んで、1ルピーの 1⁄64であった従来のものと区別をした。

## 用語法
ヒンディー語、ベンガル語、ダリー語（アフガン・ペルシア語）、ウルドゥー語などにおいては、この言葉は、金銭、ないし、現金を意味する。アラビア海をまたぐようにインド、アラブ地域、東アフリカを結んでいた中世の交易ルートを通して、インド亜大陸やアラブの通貨に関する用語法が広がった。「ペサ (pesa)」は、スワヒリ語など東アフリカの諸言語において金銭を意味するが、これは中世にまで遡るものである。この古来の用語法の事例としては、ケニアの携帯電話を用いた送金サービスである M-Pesa（「mobile pesa」すなわち「モバイル・マネー」の意）などがある。

## 定義
- バングラデシュ：1 ポイシャ = 1⁄100 タカ（既に流通していない）
- インド：1 パイサ = 1⁄100 ルピー（既に流通していない）
- ネパール：1 パイサ = 1⁄100 ルピー
- オマーン：1 バイサ = 1⁄1000 リアル
- パキスタン：1 バイサ = 1⁄100 ルピー（2014年10月1日からのデノミネーションによる）[5]

## ギャラリー

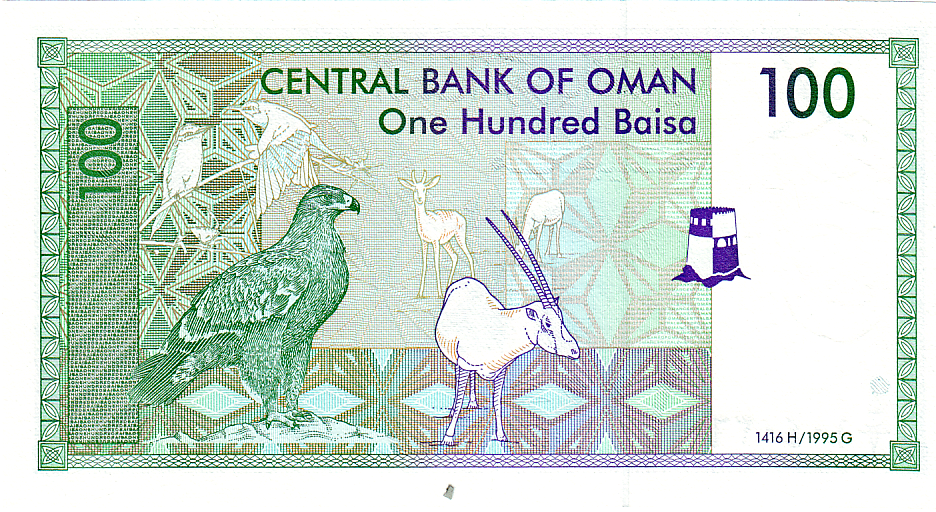
100 オマーン・バイサ札（裏面）
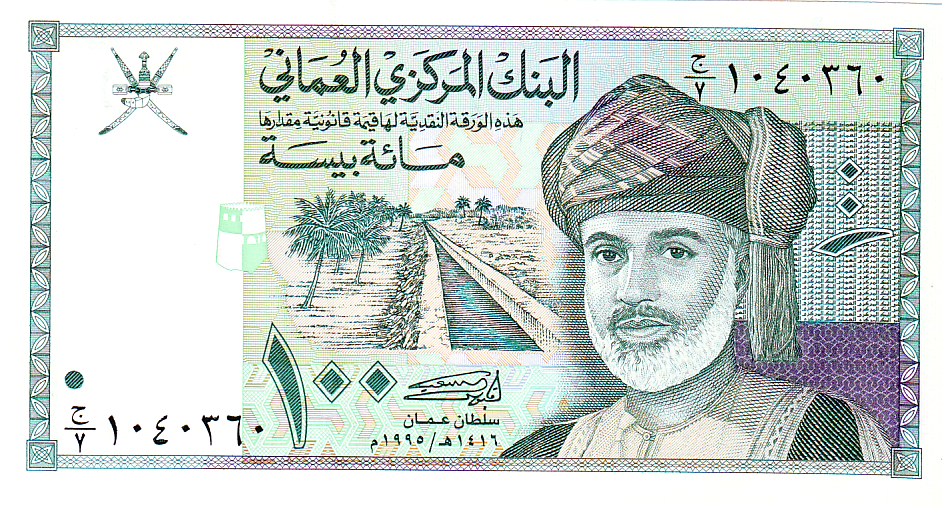
100 オマーン・バイサ札（1990年）
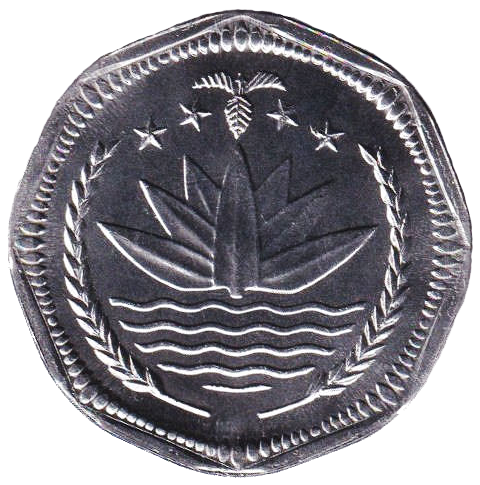
50 バングラデシュ・ポイシャ硬貨（2001年）
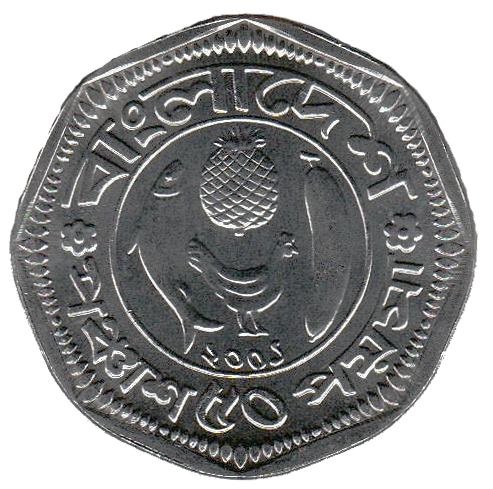
50 バングラデシュ・ポイシャ硬貨（2001年、裏面）